# 1904年のワールドシリーズ
1904年のワールドシリーズ（1904ねんのワールドシリーズ）は、アメリカンリーグのボストン・アメリカンズとナショナルリーグのニューヨーク・ジャイアンツによって争われるはずであったが、ジャイアンツの監督ジョン・マグローが新興アメリカンリーグ球団との対戦を拒否、2年目にして早くも中止となった。